# Crno (Novi Vinodolski)
Crno falu Horvátországban, Tengermellék-Hegyvidék megyében. Közigazgatásilag Novi Vinodolskihoz tartozik.

## Fekvése
A horvát tengerpart északi részének közepén, Novi Vinodolskitól 8 km-re keletre, a tengerparttól  4 km-re a hegyek között fekszik.

## Története
1857-ben 362, 1910-ben 345 lakosa volt. 1920-ig Modrus-Fiume vármegye Novi járásához tartozott. 2011-ben mindössze egy állandó lakosa volt.

## Lakosság
| Lakosság változása | Lakosság változása | Lakosság változása | Lakosság változása | Lakosság változása | Lakosság változása | Lakosság változása | Lakosság változása | Lakosság változása | Lakosság változása | Lakosság változása | Lakosság változása | Lakosság változása | Lakosság változása | Lakosság változása | Lakosság változása |
| ------------------ | ------------------ | ------------------ | ------------------ | ------------------ | ------------------ | ------------------ | ------------------ | ------------------ | ------------------ | ------------------ | ------------------ | ------------------ | ------------------ | ------------------ | ------------------ |
| 1857               | 1869               | 1880               | 1890               | 1900               | 1910               | 1921               | 1931               | 1948               | 1953               | 1961               | 1971               | 1981               | 1991               | 2001               | 2011               |
| 362                | 0                  | 431                | 380                | 344                | 345                | 281                | 199                | 116                | 118                | 101                | 28                 | 11                 | 3                  | 1                  | 1                  |